# メイン級戦艦
メイン級戦艦（メインきゅうせんかん、Maine-class battleships）は、アメリカ海軍の戦艦の艦級。本級の3隻は20世紀の初頭に就役した。
メイン級はそれ以前の艦級よりも船体長が20フィート延長され、水中魚雷発射管を採用した最初の艦級であった。設計および艦上配置はロシアの戦艦レトヴィザンの影響を大きく受け、当時の先端技術を持つ英仏の戦艦と比較しても劣らないものとして評価された初の艦級であった。

## 同型艦
- メイン（USS Maine, BB-10）
- ミズーリ（USS Missouri, BB-11）
- オハイオ（USS Ohio, BB-12）